# Don't Feel,Think!!
「Don't Feel,Think!!」（ドント・フィール・スィンク）は、2015年6月17日に影別苦須 虎津苦須（avex trax）からリリースされた、氣志團の19作目のシングル曲。
表題曲は2015年4月期のテレビ東京のソコアゲ★ナイト月曜枠にて放送されたドラマ「LOVE理論」のエンディング曲としてタイアップされた。

## 解説
- 作詞・作曲は綾小路翔・西園寺瞳が担当。
- 振付は西田一生（西田プロジェクト）が担当。

## 収録曲
1. Don’t Feel,Think!!
作詞：綾小路翔　作曲：西園寺瞳
2. イッツ・オンリー・ラブソング
作詞：綾小路翔　作曲：星グランマニエ
3. Don’t Feel,Think!!（カラオケ）
4. イッツ・オンリー・ラブソング（カラオケ）